# Boxe aux Jeux européens de 2015
Navigation
Édition suivante
La boxe aux Jeux européens de 2015 a lieu au Crystall Hall, à Bakou, en Azerbaïdjan, du 16 au 27 juin 2015. 15 épreuves sont au programme.

## Médaillés

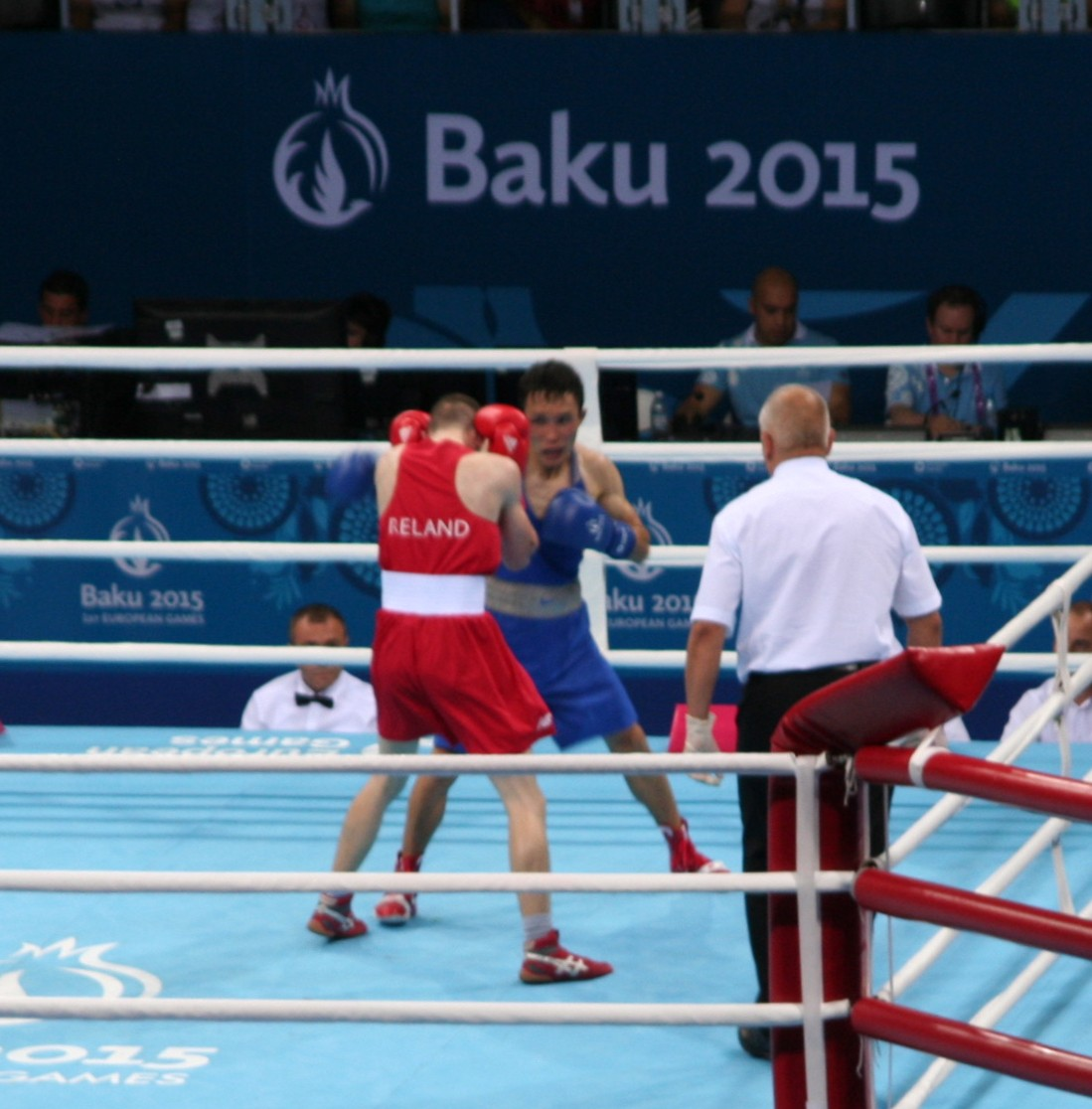
Finale des poids mi-mouches entre Bator Sagaluev et Brendan Irvine le 25 juin 2015.

### Hommes
| Épreuve                     | Or                    | Argent                | Bronze                             |
| --------------------------- | --------------------- | --------------------- | ---------------------------------- |
| Poids mi-mouches (-49 kg)   | Bator Sagaluev        | Brendan Irvine        | Muhammed Unlu Dmytro Zamotayev     |
| Poids mouches (-52 kg)      | Elvin Mamishzade      | Vincenzo Picardi      | Hamza Touba Viliam Tanko           |
| Poids coqs (-56 kg)         | Bakhtovar Nazirov     | Dzmitry Asanau        | Tayfur Aliyev Qais Ashfaq          |
| Poids légers (-60 kg)       | Albert Selimov        | Sofiane Oumiha        | Mateusz Polski Sean McComb         |
| Poids super-légers (-64 kg) | Collazo Sotomayor     | Vincenzo Mangiacapre  | Kastriot Sopa Viktor Petrov        |
| Poids welters (-69 kg)      | Parviz Baghirov       | Alexander Besputin    | Josh Kelly Yaroslav Samofalov      |
| Poids moyens (-75 kg)       | Michael O'Reilly      | Xaybula Musalov       | Zoltan Harcsa Maxim Koptyakov      |
| Poids mi-lourds (-81 kg)    | Teymur Mammadov       | Valentino Manfredonia | Pavel Silyagin Oleksandr Khyzhniak |
| Poids lourds (-91 kg)       | Abdulkadir Abdullayev | Gevorg Manukian       | Josip Bepo Filipi Sadam Magomedov  |
| Poids super-lourds (+91 kg) | Joe Joyce             | Gasan Gimbatov        | Mahammadrasul Majidov Tony Yoka    |

### Femmes
| Épreuve                   | Or                   | Argent            | Bronze                         |
| ------------------------- | -------------------- | ----------------- | ------------------------------ |
| Poids mi-mouches (-48 kg) | Nicola Adams         | Sandra Drabik     | Salana Sagataeva Elif Coskun   |
| Poids mouches (-51 kg)    | Elena Saveleva       | Marzia Davide     | Anna Alimardanova Azize Nimani |
| Poids coqs (-57 kg)       | Katie Taylor         | Estelle Mossely   | Yana Alekseevna Tasheena Bugar |
| Poids légers (-60 kg)     | Anastasiia Beliakova | Valentina Alberti | Sandy Ryan Aneta Rygielska     |
| Poids moyens (-75 kg)     | Nouchka Fontijn      | Anna Laurell      | Sarah Scheurich Lidia Fidura   |

## Tableau des médailles
| Rang  | Nation      | Or | Argent | Bronze | Total |
| ----- | ----------- | -- | ------ | ------ | ----- |
| 1     | Azerbaïdjan | 6  | 1      | 4      | 11    |
| 2     | Russie      | 4  | 2      | 4      | 10    |
| 3     | Irlande     | 2  | 1      | 1      | 4     |
| 4     | Royaume-Uni | 2  |        | 3      | 5     |
| 5     | Pays-Bas    | 1  |        |        | 1     |
| 6     | Italie      |    | 5      |        | 5     |
| 7     | France      |    | 2      | 1      | 3     |
| 8     | Ukraine     |    | 1      | 4      | 5     |
| 9     | Pologne     |    | 1      | 3      | 4     |
| 10    | Biélorussie |    | 1      |        | 1     |
| -     | Suède       |    | 1      |        | 1     |
| 12    | Allemagne   |    |        | 5      | 5     |
| 13    | Turquie     |    |        | 2      | 2     |
| 14    | Slovaquie   |    |        | 1      | 1     |
| -     | Croatie     |    |        | 1      | 1     |
| -     | Hongrie     |    |        | 1      | 1     |
| Total | Total       | 15 | 15     | 30     | 60    |